# Santana (bairro de São Paulo)
 Santana  é o principal, um dos mais antigos e o mais nobre bairro da Zona Norte do município de São Paulo, no Brasil. Pertence ao distrito homônimo e é administrado pela Subprefeitura de Santana/Tucuruvi. Surgiu em 1782 e seu aniversário é comemorado no dia 26 de julho. Foi um dos primeiros bairros a ter um dia oficial (Lei 11 169, de 30 de março de 1992, sancionada pela prefeita Luiza Erundina).
Originado da Fazenda de Sant’Ana, propriedade da Companhia de Jesus que foi pela citada primeira vez em 1560 pelo padre José de Anchieta, funcionou como o cinturão verde da "São Paulo dos Campos de Piratininga". As terras da fazenda foram divididas em sesmarias no início do século XIX.
O Império do Brasil começou a nascer na Rua Alfredo Pujol, onde ficava a sede da fazenda, pois foi ali que a família dos Andradas se estabeleceu e o lugar onde José Bonifácio de Andrada e Silva redigiu o manifesto paulista que ajudou na declaração do Dia do Fico por parte de dom Pedro I (posteriormente, houve a independência do país, em 1822).
Um pequeno núcleo se formou no entorno da antiga fazenda. Na planta de 1897, já aparece um traçado de ruas, mas as casas concentravam-se exclusivamente ao longo de algumas destas.
O século XX marcou a integração de Santana à metrópole, dos bondes puxados a burros do século XIX à inauguração da primeira estação do metrô na década de 1970. Com esse processo de desenvolvimento e avanços em sua infraestrutura, o bairro transformou-se em um dos principais polos comerciais da zona norte e da cidade. Atualmente, o bairro apresenta considerável adensamento populacional e o fenômeno da verticalização em virtude da valorização dos terrenos destinados às classes média, média alta e alta.

## Etimologia

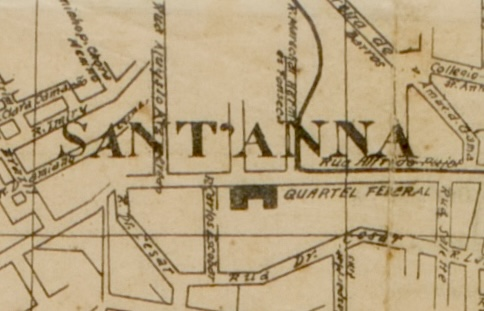
Mapa da região em 1929 com a grafia da época Sant'Anna.

A palavra Santana é a junção de Santa Ana, formada pelo processo de justaposição da língua portuguesa, com fontes registadas desde sua fundação. Ao longo dos séculos, o bairro foi chamado de Sant'Anna, depois Sant'Ana, até o nome atual.
Santa Ana, mãe de Maria e avó de Jesus, foi nomeada como "Padroeira de Metrópole de São Paulo" pelo papa Urbano VIII em 25 de maio de 1782. Em 1621, o papa Gregório XV fixou 26 de julho como a data da festa litúrgica de Sant'Ana. A santa também é padroeira do bairro.

## História
Santana é o mais antigo núcleo de povoamento na cidade ao norte do Rio Tietê. O bairro foi conhecido por muito tempo como Fazenda Tietê ou Guaré, no caminho de Atibaia e de Minas Gerais. Os colonizadores portugueses trouxeram índios escravos, se instalando juntamente com jesuítas, que já haviam montado um colégio para a catequização. Foram estes [jesuítas] que trouxeram as primeiras melhorias para a fazenda, como o estabelecimento de alguns centros de plantação e criação de animais. Em 1673, a Fazenda de Sant'Ana passou a se desenvolver mais, tornando-se a fazenda mais importante do Colégio de São Paulo.
A sede da fazenda, construída em 1734, ficava onde é hoje o Centro de Preparação de Oficiais da Reserva de São Paulo. Como reflexo da determinação do Marquês de Pombal de expulsar os jesuítas do Reino de Portugal e de suas colônias, confiscando seus bens, a fazenda passou a ser administrada pelo governo da Capitania de São Paulo, já não mais pela Companhia de Jesus. A fazenda tinha seus limites a partir das imediações do Jardim da Luz, seguindo o Rio Guaré (atual Tietê) e terminando aproximadamente em Mairiporã.
No início do século XIX, a Coroa tentou fundar um núcleo colonial distribuindo terras em sesmarias. Em 1887, viviam, ali, pouco mais que 130 pessoas, que cultivavam vinha, batata e milho. Anos depois, foi criada a Paróquia de Sant’Ana, tendo, por sede provisória, a Capela de Santa Cruz, no Alto de Santana. Até 1897, as habitações encontravam-se apenas ao longo das atuais ruas Alfredo Pujol e Doutor César. Devido às inundações periódicas da várzea do Tietê, houve uma expansão lenta e a fazenda foi sendo dividida e subdividida, surgindo então o núcleo do atual bairro de Santana.
Em 1821, a sede da fazenda era chamada de Solar dos Andradas e, em dezembro deste mesmo ano, José Bonifácio de Andrada e Silva, vice-presidente da província, redigiu a representação paulista ao Governo Imperial neste solar. Esta representação contribuiu para dom Pedro I realizar o Dia do Fico, no dia 9 de janeiro de 1822 na capital (Rio de Janeiro). O episódio do Dia do Fico prenunciou a declaração de independência do Brasil no mesmo ano.
Trecho da carta:
| “ | É impossível que os habitantes do Brasil que forem honrados e se prezarem de ser homens, e mormente os paulistas, possam jamais consentir em tais absurdos e despotismos. V. A. Real deve ficar no Brasil quaisquer que sejam os projetos das Cortes Constituintes não só para nosso bem geral mas até para a independência e prosperidade futura do mesmo Portugal. | ” |

#### Chácara Baruel
No ano 1852, o alferes de milícias Francisco Antônio Baruel, representante de uma das primeiras famílias da Zona Norte, adquiriu terras no bairro. Ele era agricultor, criador de animais, fabricante de farinha e de telhas. Fabricava telhas no Sítio Morrinhos, transportando-as, por canoas, pelo Rio Tietê. Formou a Chácara Baruel, que possuía a área de um alqueire (24 250 m²) e cuja sede situava-se em um castelo de estilo nórdico construído por volta de 1879. A Família Baruel ajudou na construção da Capela de Santa Cruz no Alto de Santana. Tempos depois, este palacete, chamado também de "Castelinho de Santana", se tornou um orfanato dirigido por Pérola Byington. Francisco Baruel foi homenageado com uma rua que situa-se próximo ao palacete.
Outro imóvel que restou da Chácara Baruel foi a casa de dona Maria, filha dos Baruel. Construída em estilo normando com estrutura sólida e rico trabalho arquitetônico, é um patrimônio histórico que preserva a história do bairro. Nos anos 1950, a casa foi apropriada pela prefeitura e a Biblioteca Narbal Fontes foi criada na gestão do prefeito Jânio da Silva Quadros, recebendo, como patrono, o  escritor e médico Narbal Fontes. Ocupa área de 1 450 metros quadrados, sendo circundada por um jardim com muitas árvores e bancos.
Dificuldades de acesso a Santana eram históricas e retardaram o desenvolvimento até meados do século XIX. Até então, a região produzia uvas e vinhos. Quando a Companhia Cantareira e Esgotos resolveu captar água na Serra da Cantareira para abastecer o reservatório da Consolação foi necessária a criação de um meio de transporte para locomoção de trabalhadores e materiais de construção. Por isso, o Governo do Estado resolveu construir a pequena linha férrea provisória do Tramway Cantareira.
Ao final do ano de 1893, o trem já estava em operação. Passava por Santana na atual Avenida Cruzeiro do Sul transportando passageiros e cargas. Houve uma ampliação do sistema por meio de um ramal até Guarulhos. Este ramal começava na Estação Areal (próximo ao atual Parque da Juventude) e seguia pela Avenida General Ataliba Leonel.
A Estação Santana ficava na Rua Alfredo Pujol, entre a Rua Voluntários da Pátria e a Avenida Cruzeiro do Sul, não muito distante de onde, mais tarde, foi construída a Estação Santana do metrô. Além de garantir o acesso, a ferrovia ajudou a desenvolver o bairro rapidamente. Mas, em 31 de março de 1965, após 72 anos de uso, o trem foi desativado, pois frequentemente ocorriam acidentes nas ruas de Santana, oferecendo um risco à segurança dos moradores e também para liberar caminho para o metrô.
A energia elétrica permitiu que os trólebus reforçassem o transporte até a chegada da Linha 1 do metrô, em 1975, quando foram inauguradas as estações Santana, Carandiru e Tietê, além do Terminal Santana. Por esses avanços houve um "boom" imobiliário na década levando o bairro a ser um dos principais polos comerciais da cidade.
A Casa de Detenção de São Paulo, popularmente conhecida como "Carandiru" por ter sido construída sobre o córrego de mesmo nome, estava aberta à visitação pública após sua inauguração e chegou a ser considerada como um dos cartões-postais da cidade. Entretanto, após a década de 1940 quando atingiu sua lotação máxima entrou em decadência. Novos pavilhões eram construídos, mas ainda assim aumentava a superlotação. Pelo descaso do governo, no ano de 1992 houve uma intensa rebelião que terminou com 111 presidiários mortos. Esta rebelião é conhecida como o Massacre do Carandiru, foi considerado um dos episódios mais sangrentos da história penitenciária mundial. Somente no ano de 2002 a casa foi desativada e parcialmente demolida transformando-se no que é hoje o Parque da Juventude.
No dia 3 de junho de 1900, o padre Landell de Moura, considerado "pai brasileiro do rádio", realizou a primeira transmissão da voz humana por rádio, com registro da imprensa, da Avenida Paulista, provavelmente de onde hoje está situado o Museu de Arte de São Paulo até o bairro de Santana, no Colégio Irmãs de São José, depois transformado no Colégio Santana e atualmente o Elite Santana. Na época, o padre era o pároco da Capela de Santa Cruz ao lado do colégio.
Em 1916, no ponto onde hoje está o Museu de Arte de São Paulo, existia o Belvedere Trianon, de onde se podia avistar o Colégio Irmãs de São José. Pela notável situação geográfica, é muito provável que tenha sido este ponto, pois a comunicação com o telefone sem fio, que utilizava a luz, não poderia ter obstáculos materiais à frente.

### Atualidade
O bairro é relativamente arborizado e bem atendido no transporte, água, esgoto, moradia e comércio. Apesar dessas características suas ruas são acometidas por congestionamentos, zonas de meretrício da Avenida Cruzeiro do Sul e Rua Voluntários da Pátria na altura do Campo de Marte e Terminal Santana,  inúmeras pichações, alagamentos em suas vias mais centrais e grande número de moradores de rua em seu centro. Em 2022, Santana apresentou um índice nulo de homicídios e agressões por intervenção policial, de acordo com dados do Mapa da Desigualdade. A região conta com unidades da Polícia Militar e um Conselho Comunitário de Segurança, o que contribui para a sensação de segurança dos moradores.
Para a diminuição dos congestionamentos em suas vias, foi planejada uma ligação subterrânea, chamada até então de "Elo Norte" pela Companhia de Engenharia de Tráfego. O complexo viário contaria com dois túneis e ligaria a Avenida Cruzeiro do Sul com a Avenida Engenheiro Caetano Álvares no Mandaqui. O túnel beneficiaria os moradores dos bairros de Lauzane Paulista e do Mandaqui, pois, para acessar essas regiões, é necessário atravessar as ruas do Alto de Santana e de Santa Teresinha, áreas congestionadas devido à alta verticalização. Orçado em R$ 338 mi, o projeto removeria 340 imóveis, principalmente os localizados no centro de Santana. A conclusão da obra estava prevista para o ano de 2012. Além dos dois túneis estavam previstas: uma faixa exclusiva para bicicletas e uma calçada.
Todo seu território é urbano com alta taxa de densidade demográfica. O fenômeno da verticalização cresce ano após ano e surge como consequência da valorização dos terrenos existentes. Incorporadoras desenvolvem projetos de edifícios residenciais de médio e alto padrão, tanto que há locais em Santana em que o metro quadrado chega a custar R$ 7 mil. Em virtude da expressiva valorização, o metro quadrado de algumas vias santanenses sofreu acréscimos de pelo menos 100% no projeto do Imposto sobre a propriedade predial e territorial urbana, exemplo da Avenida Brás Leme. O bairro está localizado no distrito de Santana que possui o maior índice de desenvolvimento humano (0,925) da zona norte da cidade e o 19º maior dentre os 96 distritos. É uma zona residencial que apresenta considerável adensamento populacional, ostentando imóveis que possuem valor de de até R$ 18 milhões, o fenômeno do crescimento vertical surge como conseqüência da valorização dos terrenos existentes. No ano de 2019 a Folha de S.Paulo descreve: "O morador da zona norte é bairrista. Não quer mudar de região, mas sem opção de imóveis modernos e confortáveis para a família, estavam migrando para locais como Higienópolis e Pacaembu", além de destacar o empreendimento The Point. As unidades de 472 metros quadrados foram vendidas em 2015 por R$ 12 mil o metro quadrado. E naquele ano eram são revendidos por R$ 18 mil – preço similar ao de prédios de alto padrão nos arredores do parque Ibirapuera.
O bairro pode ser dividido basicamente em quatro regiões:
Centro de Santana
A região do centro de Santana, localizada na zona norte de São Paulo, é uma área rica em história e importância para a cidade. Santana é um dos bairros mais antigos e nobres da zona norte, tendo suas origens em 1782, quando começou a se desenvolver a partir de núcleos de catequese estabelecidos pelos jesuítas.
O centro de Santana é conhecido por seu intenso comércio, que se concentra principalmente nas vias principais e adjacências próximas à Estação Santana do Metrô. A Estação Santana, parte da Linha 1–Azul do Metrô de São Paulo, foi inaugurada em 1975 e por muitos anos serviu como ponto final da linha na parte norte da cidade. Esta estação é um ponto central de mobilidade urbana, facilitando o acesso a diversas partes de São Paulo.
Nos arredores da Estação Santana, encontra-se o Terminal Santana, que é um importante ponto de conexão para o transporte público, integrando ônibus municipais. Possui forte concentração comercial, especialmente nas proximidades das ruas Leite de Morais, Doutor César, Alfredo Pujol e Voluntários da Pátria; a última é considerada como centro de comércio popular portando 600 lojas e um pequeno shopping e a Basílica Menor de Sant'Ana. A região é conhecida pela autossuficiência, já que possui diversos tipos de comércio e serviço, além de trabalho e instituições de ensino.
Apresenta baixo grau de verticalização se comparado ao Alto de Santana e ótima infraestrutura de transporte. Está relativamente degradado. Após a construção do Parque da Juventude, houve um aumento da especulação imobiliária na região. Além disso, Santana abriga diversos pontos de interesse cultural e social. O bairro é sede de instituições importantes e oferece opções de lazer e cultura, como teatros e clubes, que enriquecem a vida comunitária local. A presença de escolas, hospitais e centros de saúde também faz de Santana uma área bem servida em termos de infraestrutura urbana. Em 2010, ano de eleições, houve o início de um processo de reurbanização do Centro de Santana. A Subprefeitura de Santana-Tucuruvi fez obras de revitalização visual, remoção de camelôs e gentrificação da Rua Voluntários da Pátria e suas adjacências.
A região é classificada pelo conselho regional de corretores de imóveis como "zona de valor C", tal como os bairros de Barra Funda, Tatuapé e Butantã.
Arredores da Avenida Bráz Leme
A Avenida Braz Leme, localizada no bairro de Santana, em São Paulo, é uma das regiões mais emblemáticas e valorizadas da zona norte da cidade. Conhecida por sua extensa arborização, a avenida oferece um respiro verde em meio ao urbanismo paulistano. As árvores que margeiam a via proporcionam um ambiente agradável para caminhadas, corridas e passeios de bicicleta, sendo uma das principais opções de lazer ao ar livre para os moradores da região.
A valorização imobiliária ao longo da Avenida Braz Leme tem sido significativa nos últimos anos. Isso se deve, em grande parte, à proximidade com o Jardim São Bento, um dos bairros mais nobres e tradicionais de São Paulo. O Jardim São Bento é conhecido por suas ruas tranquilas e arborizadas, além de imponentes residências que atraem uma população de alta renda. Essa proximidade contribui para a percepção de exclusividade e eleva o interesse por novos empreendimentos imobiliários de luxo na região.
Nos arredores da avenida, é possível encontrar uma série de empreendimentos modernos e sofisticados, que atendem a um público exigente em busca de qualidade de vida e conforto. Esses empreendimentos geralmente oferecem infraestrutura completa, com áreas de lazer, segurança 24 horas e outros serviços que agregam valor aos imóveis.
Além disso, a proximidade com o Campo de Marte, um importante aeródromo localizado na zona norte, também adiciona uma camada de prestígio à região. O Campo de Marte é um dos principais pontos de aviação executiva e abriga diversas escolas de aviação, além de ser sede de eventos e exposições que atraem visitantes de diferentes partes da cidade.
Apesar dos aspectos positivos, a Avenida Braz Leme e suas adjacências não estão isentas de desafios. Como em muitas áreas urbanas, a região já foi palco de alguns incidentes relacionados à segurança, embora as autoridades locais tenham redobrado os esforços para implementar medidas que garantam a tranquilidade dos moradores e frequentadores. O trânsito, especialmente em horários de pico, também pode ser um ponto de atenção, embora a infraestrutura viária tenha recebido melhorias para facilitar o fluxo de veículos.
Arredores do Terminal Tietê, Marginal Tietê e Anhembi
A região da Marginal Tietê, em Santana, São Paulo, é uma área de grande importância logística e cultural, abrigando diversos pontos de interesse que atraem tanto moradores quanto visitantes.
O Terminal Rodoviário do Tietê, oficialmente conhecido como Terminal Rodoviário Governador Carvalho Pinto, é o maior terminal rodoviário do Brasil e um dos maiores do mundo. Localizado na Avenida Cruzeiro do Sul, 1800, no bairro de Santana, ele é um ponto crucial para o transporte intermunicipal e interestadual, conectando São Paulo a diversas cidades do país. O terminal é facilmente acessível pela Estação Portuguesa-Tietê do Metrô, que facilita o deslocamento dos passageiros pela cidade.
Próximo ao terminal, encontra-se o Complexo Anhembi, um dos maiores centros de eventos da América Latina. O Anhembi é conhecido por sediar grandes feiras, convenções e eventos culturais, incluindo o famoso Carnaval de São Paulo. Sua localização estratégica na Marginal Tietê facilita o acesso e a logística para eventos de grande porte.
Além disso, a região abriga importantes pontos de interesse, como o Teatro Alfredo Mesquita, um espaço cultural que oferece uma programação diversificada incluindo peças teatrais, shows e eventos culturais, sendo um ponto de encontro para os amantes das artes cênicas. A sede da APCD (Associação Paulista de Cirurgiões Dentistas) é outro destaque, atuando como um centro de referência para profissionais da odontologia, com cursos, eventos e congressos que atraem profissionais de todo o Brasil, reforçando a importância de Santana como um polo de educação e desenvolvimento profissional.
A região também é conhecida por seus clubes esportivos e de lazer, que oferecem uma variedade de atividades para os moradores, sendo espaços importantes para a prática de esportes, convivência social e eventos comunitários.
A Marginal Tietê, com sua infraestrutura robusta e localização estratégica, continua a ser uma área de grande relevância para São Paulo, tanto do ponto de vista logístico quanto cultural. A presença de importantes instituições e espaços de lazer contribui para a dinâmica e a atratividade da região.
Alto de Santana
A região do Alto de Santana, localizada na zona norte de São Paulo, é uma área de grande importância histórica e social para a cidade. Conhecida por ser uma das áreas mais nobres de Santana, o Alto de Santana se destaca por sua infraestrutura sofisticada e pela presença de edifícios de luxo, que atraem uma população de classe média alta e alta.
Historicamente, o Alto de Santana começou a se desenvolver como uma extensão do bairro de Santana, à medida que famílias com melhores condições financeiras buscavam áreas mais elevadas e exclusivas para residir. Essa busca por um ambiente mais nobre levou à criação de uma região que combina tranquilidade com acessibilidade, mantendo-se próxima ao centro de Santana e suas conveniências Local onde Landell de Moura realizou a primeira experiência de transmissão de ondas de rádio. e também via de acesso de trólebus que ligavam o alto de Sant'Ana (como era chamado na época) aos bairros da Lapa, Freguesia do Ó e Penha.
A Manhattanização é uma característica marcante do Alto de Santana, com a presença de modernos edifícios residenciais que oferecem uma ampla gama de comodidades, como piscinas, academias, e áreas de lazer. Área delimitada pelas ruas Conselheiro Moreira de Barros e Pedro Doll. Essa transformação urbana reflete a demanda por habitações de alto padrão e a valorização contínua da área.
Além das residências de luxo, o Alto de Santana é cercado por diversos pontos de interesse que enriquecem a vida dos moradores. A região oferece uma variedade de opções de lazer, cultura e gastronomia, com restaurantes renomados. Por causa da especulação imobiliária, empreendimentos imobiliários localizados em regiões relativamente distantes do bairro, como Mandaqui e Lauzane Paulista, são erroneamente anunciados como "lançamento no Alto de Santana".
"Alto de Santana" também é uma denominação comumente utilizada para se referir não só à parte alta de Santana, mas também ao bairro de Vila Santana. Recebe a classificação "Zona de Valor B" pelo conselho regional de corretores de imóveis, assim como outras áreas nobres da capital como Brooklin, Vila Olímpia, Pinheiros e Jardim Paulistano.

## Geografia
O bairro é relativamente extenso, de sul ao norte começando aproximadamente no trecho inicial da Avenida Morvan Dias de Figueiredo (Marginal do Rio Tietê) e terminando no alto da Rua Voluntários da Pátria, após a rua Pedro Doll.
Santana limita-se ao norte com o Alto de Santana e Mandaqui, a oeste com Santa Teresinha, Vila Ester, Jardim São Bento, Chora Menino e Casa Verde, a leste com Carandiru, Jardim São Paulo e Vila Guilherme e ao sul com o Bom Retiro e o Canindé.
Por encontrar-se próximo à Serra da Cantareira, a maior parte do seu território é acidentado, com diversas altitudes. A topografia do bairro apresenta basicamente dois trechos distintos: da Marginal Tietê, passando pelo Campo de Marte, até os arredores da Estação Santana, a região é plana e mais baixa, pois apresenta baixos terraços pluviais da várzea do rio Tietê, mantidos por cascalhos e aluviões antigos (720-730m). Ao longo várzea há um espesso solo turfoso escuro que estende-se até os sopes mais suaves das colinas.
A partir das ruas Conselheiro Saraiva, Alfredo Pujol e do final da avenida Cruzeiro do Sul, começa a apresentar elevação considerável caracterizada por altas colinas e espigões secundários nas abas das primitivas plataformas interfluviais das colinas paulistas de 750 a 810 metros, geologicamente esses terrenos são formados por materiais xistosos e graníticos sendo o topo coberto por material sedimentar.
O histórico Córrego Carandiru (também conhecido como Carajás), que banhava a Fazenda de Sant' Ana, atravessa o bairro e arredores até desaguar no Rio Tietê. Foi completamente canalizado em 1960 pelo então prefeito Adhemar de Barros. Em 2007, o Programa Córrego Limpo, do governo do estado, deixou-o despoluído.
O abastecimento de água em Santana é feito pela Companhia de Saneamento Básico do Estado de São Paulo (Sabesp). Na pesquisa do ano 2000, o Instituto Brasileiro de Geografia e Estatística constatou que 95,56% dos domicílios do bairro possuíam rede geral de água.
A região mais baixa do bairro, várzea do Rio Tietê, está 722 metros acima do nível do mar (adotando, como referência, o Aeroporto Campo de Marte), além de estar ao sul do Trópico de Capricórnio. Possui assim um clima subtropical, do tipo Cwa segundo a classificação de Köppen. A temperatura média anual é, pela média aritmética das temperaturas mensais mostradas abaixo, de 19,8 °C. Apresenta invernos amenos e verões com temperaturas moderadamente altas, aumentadas pelo efeito da poluição e da alta concentração de edifícios.
A precipitação pluviométrica anual é de aproximadamente 1 455 mm, com maior concentração de chuvas nos meses de verão.
Santana apresenta uma incidência anual de raios relativamente alta, devido principalmente a fatores como urbanização, asfaltamento, muitos prédios e poluição.

## Infraestrutura

### Transportes
Devido às inundações sazonais do Rio Tietê, que causavam transtorno ao acesso do bairro, houve, no início da década de 1940 a construção da Ponte das Bandeiras, estabelecendo a ligação do bairro com o Centro paulistano. Na época, Prestes Maia, o prefeito, considerava a obra como o portão de entrada da cidade. Já na década de 1970, o bairro completou sua integração com o resto da cidade pela construção da linha 1-Azul do Metrô.
Atualmente, o bairro é um dos mais servidos na cidade por estações do metrô. São três estações: Tietê, Carandiru e Santana, duas dessas estações estão ligadas a dois importantes terminais rodoviários da capital, como o Terminal Santana, terminal de grande porte utilizado apenas para o transporte coletivo municipal com linhas destinadas essencialmente à região norte, mas também com destinos às outras regiões de São Paulo e o Terminal Tietê, considerado o maior do Brasil e um dos maiores do mundo, liga a cidade a quase todos os estados brasileiros e a algumas cidades dos países vizinhos. O bairro possui acesso fácil a importantes vias, como a Marginal Tietê e a Rodovia Presidente Dutra. Os principais acessos ao Centro são feitos pelas pontes Cruzeiro do Sul, das Bandeiras e da Casa Verde.
Situa-se, em Santana, o Aeroporto Campo de Marte, construído no início do século XX e que foi a primeira infraestrutura aeroportuária da cidade de São Paulo. Atualmente, abriga a maior frota de helicópteros do Brasil e a maior do mundo desse tipo de aeronave, tendo superado a de Nova Iorque. É o quinto do país — após Congonhas, Guarulhos, Brasília e Galeão — em movimento operacional.

### Educação
Santana possui um sistema educacional público e privado que supre adequadamente a demanda por educação básica. Em seus limites há 3 universidades, 10 escolas públicas (que incluem escolas infantis, primárias, secundárias e escolas técnicas), 16 escolas privadas e três bibliotecas públicas.
Existem escolas muito tradicionais no bairro, como os colégios: antigo Colégio Santana - atual Elite, com mais de 110 anos de existência, Colégio Marillac e CEDOM. Além do ensino básico, o bairro oferece inúmeras escolas de idioma e escolas técnicas — com destaque para a recém-inaugurada Etec Parque da Juventude, que oferece inúmeros cursos profissionalizantes e cursos técnicos.
Apresenta uma enorme de variedade de cursos, desde moda até uma escola de pilotagem no Aeroporto Campo de Marte (a maior escola de aviação da América Latina). O ensino superior  é recente, ministrado somente por instituições particulares. Algumas personalidades como a pintora Tarsila do Amaral e Ayrton Senna estudaram em colégios do bairro, ambos no Colégio Irmãs de São José (atual Colégio Elite).

### Utilidade pública
Santana conta com diversos hospitais, consultórios e clínicas. Abriga em seu território hospitais como: CEMA, Hospital HSANP (antigo Hospital San Paolo, antigo Hospital Voluntários) e Hospital da Aeronáutica. O bairro também é servido pelo Hospital São Camilo (no bairro vizinho de Vila Santana) e pelo Conjunto Hospitalar do Mandaqui, um dos maiores da América Latina. Possui o pronto socorro Doutor Lauro Ribas Braga (Futuro UPA) e a UBS Joaquim Antonio Eirado (JAE).
O bairro possui vários serviços públicos, como: o Centro de Controle de Zoonoses, um quartel do Corpo de Bombeiros, um Centro de Apoio ao Trabalho e o Centro de Preparação de Oficiais da Reserva de São Paulo.

## Economia

### Comércio
Santana é um bairro que possui amplo comércio, apresentando vários edifícios comerciais, um pequeno shopping (Santana Shopping na Rua Voluntários da Pátria), várias agências bancárias, supermercados, restaurantes fast-food (como McDonald's e Bob's) e um grande número de lojas de roupas, sapatos e papelarias, fortemente concentrados na Rua Voluntários da Pátria (600 lojas) e no seu entorno. O Multimídia Trade Center e o Complexo do Anhembi são estabelecimentos onde ocorrem feiras e amostras comerciais de negócios.
Há um diverso comércio popular, muito parecido com o da Rua 25 de Março, tendo se consolidado como polo de um comércio de produtos contrabandeados, pirateados e falsificados. Localiza-se na parte central do bairro, ao redor da estação Santana do metrô.
A parte alta do bairro apresenta um comércio específico para a classe mais abastada como: padarias gourmet, lojas de grife, clínicas de estética, academias e restaurantes modernos, concentrados principalmente na Rua Pedro Doll e no seu em torno.
Por causa da proximidade com o Centro, o Terminal Rodoviário Tietê, o Aeroporto Campo de Marte e o Anhembi Parque, o bairro reúne flats e hotéis, como Holiday Inn, o maior hotel do país.

## Cultura e lazer
Localiza-se, em Santana, o Parque da Juventude, inaugurado em 2003. É composto pela Biblioteca de São Paulo, por 10 quadras poliesportivas, área de apresentações artísticas, pistas de corrida, uma escola técnica e uma unidade do Acessa São Paulo. Atualmente é uma das melhores áreas de lazer de São Paulo.
Também se localiza, em Santana, a Biblioteca Pública Nuto Sant'Anna, que leva o nome do escritor, poeta e historiador Benevenuto Silvério de Arruda Sant'Anna (morador de Santana).
Apesar da pouca existência de museus na Zona Norte, o bairro abriga o Museu Aberto de Arte Urbana de São Paulo, o Museu do Dentista, que preserva a história da odontologia no país e o Arquivo Público do Estado‎‎, uma das principais fontes para pesquisas documentais no país, abrigando diversos arquivos documentação textual do período colonial ao Brasil República e um acervo com cerca de um milhão de imagens e microfilmes. Possui ainda um núcleo da Biblioteca Estadual, uma mapoteca e uma hemeroteca.
No setor de entretenimento, Santana abriga o Teatro Alfredo Mesquita. Para a realização de eventos, o bairro é servido pelo Anhembi Parque, o segundo maior centro de eventos da América Latina. Abriga também o Polo Cultural e Esportivo Grande Otelo, projetado por Oscar Niemeyer, além da Arena Skol Anhembi, do Pavilhão de Eventos e do Auditório Elis Regina.
Próximo à Via Professor Simão Faiguenboim, situa-se o tradicional clube náutico Esperia, que tem 80 mil metros quadrados de área. Santana também foi berço de dois grupos musicais que fizeram sucesso em suas épocas: o grupo de pagode Jeito Moleque e a dupla Os Vips, maior sucesso da Jovem Guarda.

### Solidariedade
Diversas entidades encontram boa estrutura no bairro pela facilidade de acesso, localização central e rede de serviços. Em Santana, está o Centro Presbiteriano Humanitário de Ação Social, que serve refeições e abrigo para moradores de rua. O centro ainda mantém o Abrigo São Martinho, que acolhe ex-dependentes químicos e que busca empresas que possam propor parcerias para inserção dos atendidos no mercado de trabalho. Outras instituições são a Promove Ação Social, que investe em atividades socioeducativas para a juventude e a Associação dos Amigos da Criança Autista, que oferece assistência a crianças com o distúrbio.
Foi extinta nos anos 2000 a "Festa Beneficente de Natal do Alto de Santana", realizada na Rua Pedro Doll. A comemoração tinha a função de arrecadar alimentos que eram revertidos às instituições da região.

## Santana na mídia

### Santanenses ou "Santaners"

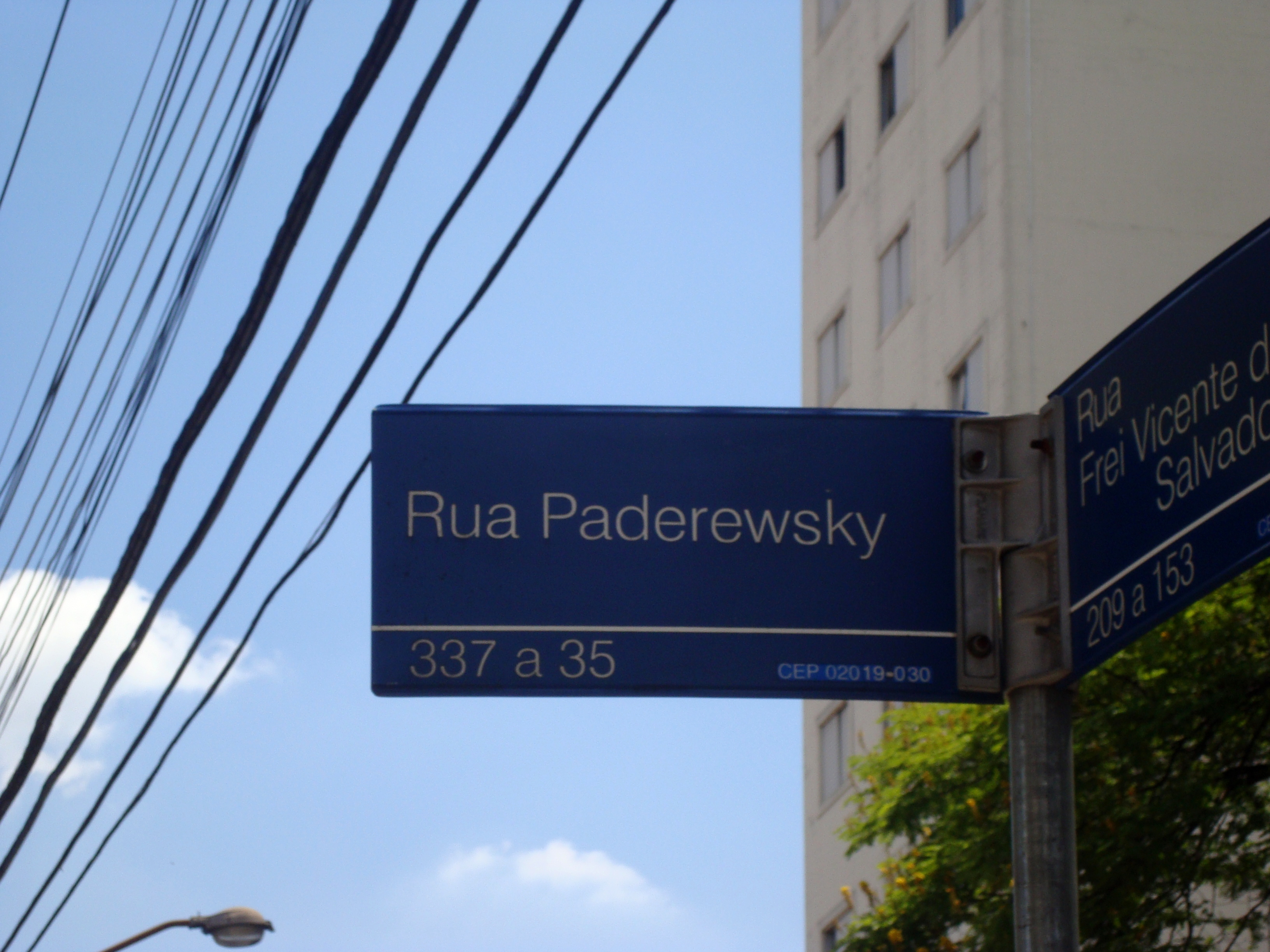
Rua Paderewsky, onde as Senhoras de Santana moravam

A população do bairro já foi conhecida em âmbito nacional tanto que no início dos anos 1980 as "Senhoras de Santana" eram um grupo católico que protestava contra cenas despudoradas e abusivas na televisão, especialmente as novelas da Rede Globo e a favor da censura televisiva. Moravam na Rua Paderewsky, uma luxuosa rua no bairro.  Logo a coligação ganhou má fama e era alvo de chacotas. Na época a expressão "Senhora de Santana" era usada para se referir a uma pessoa chata e inconveniente.
As ideias das tais senhoras que atualmente são idosas permeiam até hoje. Tanto que em 2008 o bairro foi considerado pelo jornal Valor Econômico como o reduto paulistano do moralismo. Nas eleições do mesmo ano, Marta Suplicy, a "inimiga" das senhoras obteve um péssimo apoio da zona eleitoral de Santana, uma queda de 53% em relação às eleições anteriores. Isto expôs um componente constante no bairro, a religiosidade. Desde sua fundação, a Igreja tem presença forte no local, onde a tradição, família, conservadorismo e propriedade fundamentam os argumentos contrários a Marta Suplicy em um bairro com forte apelo de católicos conservadores. O candidato favorito do bairro foi Gilberto Kassab que teve o apoio de 82,38% do eleitorado santanense. Durante a polarização Bolsonarismo x Lulismo os prédios do bairro exibiam bandeiras do Brasil penduradas nas portarias dos edifícios: o presidente Jair Bolsonaro teve em Santana a sua segunda vitória mais expressiva na capital em 2018: 75,47% dos votos na zona eleitoral da região (perdendo apenas para Indianópolis, com 76,15%). A devoção a Bolsonaro. Na edição de 12 fevereiro 2021 a revista Veja São Paulo nomeou os moradores do bairro como "Santaners" (uma alusão aos frequentadores da região da Faria Lima - Faria Limers) com a capa: "A paixão pelos botecos, os comércios centenários e os moradores conservadores do centro da Zona Norte."
Na eleição para segundo turno para presidente da República em 2022, Bolsonaro recebeu da região a quarta maior votação das Zonas Eleitorais da cidade com 48,73% dos votos, sendo superado pelas ZE's da Zona Leste: Vila Formosa (Jardim Anália Franco) com 49,32%, Tatuapé com 48,98% e Mooca com 48,84%.

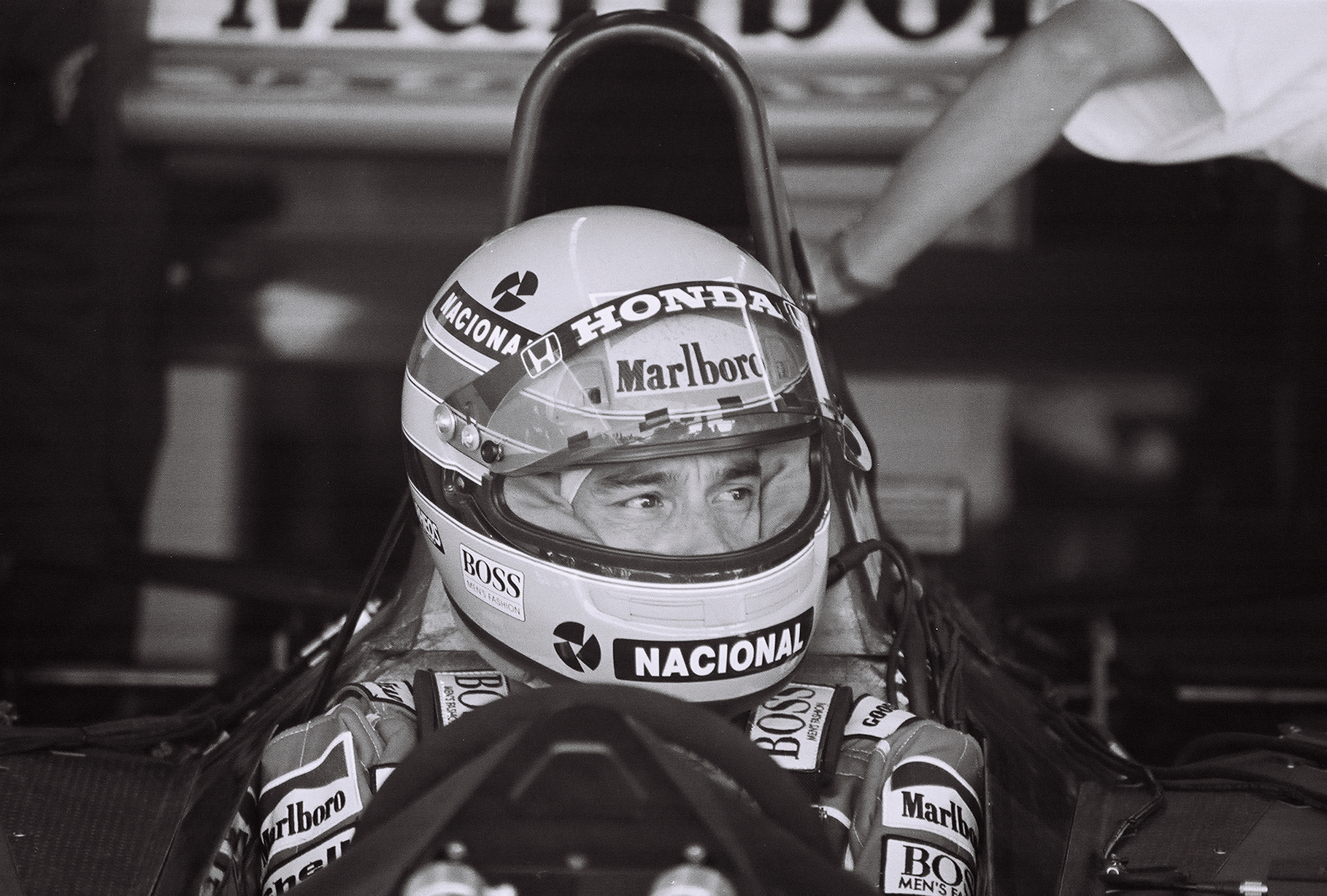
Ayrton Senna, um dos santanenses mais conhecidos.

No ano de 2007, o instituto Datafolha publicou, no jornal Folha de S.Paulo, uma pesquisa feita com o intuito de saber qual o melhor lugar para se morar na cidade. O bairro eleito pelos paulistanos foi a Mooca, com 6% de aprovação; já Santana, Vila Mariana, Tatuapé e Ipiranga receberam individualmente 4% dos votos. A pergunta feita aos pesquisados foi: "Em que bairro da cidade de São Paulo você mais gostaria de morar, independente de suas condições financeiras ou de outras razões?" Alguns bairros citados anteriormente (Santana, Tatuapé e Mooca), possuem uma população bairrista, tanto que lhe são atribuídos informalmente gentílicos como: "santanense", "tatuapeense" e "moquense" respectivamente.
Nasceram, no bairro, diversas personalidades do país, como: o piloto Ayrton Senna, o estilista Carlos Miele, o padre Marcelo Rossi e o cantor Sérgio Reis. Já moraram no bairro: José Bonifácio de Andrada e Silva, o patriarca da Independência, a nadadora Maria Lenk e o inventor Roberto Landell de Moura. Alguns desses moradores foram homenageados com ruas santanenses, a exemplo de Pedro Doll, político e proprietário de lotes e Francisco Baruel, patriarca da influente Família Baruel.

### Influência Armênia
A partir da década de 1920, os armênios começaram a estabelecer sua comunidade na capital, após fugirem do genocídio perpetrado pelos turcos vizinhos. "Inicialmente, se estabeleceram próximos ao Mercado Municipal e em Imirim, onde havia a única igreja para os colonos naquela época" - Armen Pamboukdjian. De acordo com ele, a comunidade prosperou nessa região e aqueles com melhores condições financeiras se dispersaram para Santana, em áreas como Alto de Santana e Santa Terezinha. "Eles desejavam permanecer nas proximidades, mas em uma área mais nobre." Na Zona Norte como um todo, criaram uma "pequena Armênia", com escolas, produção de calçados - uma tradição antiga dos armênios que perdurou - e gastronomia.

### Eventos
Após a década de 1970, Santana foi palco de diversos eventos como: o Carnaval de São Paulo, realizado todos os anos no Polo Cultural e Esportivo Grande Otelo, o Salão do Automóvel de São Paulo, a Super Casas Bahia, a Bienal do Livro de São Paulo e grandes feiras de negócios anualmente realizados no Pavilhão de Eventos do Anhembi.
O Aeroporto Campo de Marte e seus arredores receberam eventos com milhares de participantes tais como: a Marcha para Jesus, a maior do mundo; as duas visitas do Papa ao país; o show do 1º de Maio da Força Sindical e o Domingo Aéreo no Parque de Material Aeronáutica de São Paulo. E de 2010-13 sediou a corrida internacional da Fórmula Indy, a São Paulo Indy 300 no Circuito do Anhembi. E desde 2023 sedia a localização brasileira da Fórmula E no mesmo circuito.
O aniversário de Santana (bairro e distrito) anualmente é retratado por jornais regionais, coordenado pela Subprefeitura de Santana-Tucuruvi é composto de caminhadas e  diversas atividades de recreação e entretenimento. No ano de 2009 houve uma corrida, missas em celebração ao aniversário, atrações no teatro Alfredo Mesquita e shows das bandas Fresno e Skank que atrairam milhares de fãs ao evento.

### Filmes, novelas e livros
O bairro foi cenário da novela de Silvio de Abreu ambientada em São Paulo "Rainha da Sucata". Os personagens Maria do Carmo (Regina Duarte) e seus pais, Onofre (Lima Duarte) e Neiva (Nicette Bruno), moravam em uma mansão no bairro. A cidade cenográfica do folhetim reproduzia um quarteirão de Santana. Em "Tiro e Queda", novela da Rede Record gravada em São Paulo, Santana é o lugar onde vivem todos os personagens de classe média da trama. Como o personagem Neco (Giuseppe Oristânio), um garçom português que prosperou na vida e que é dono de uma concorrida padaria do bairro. Sua filha Adriana (Guilhermina Guinle) era alvo de cobiça dos santanenses. O cruzamento de todas as tramas se dá em função do assassinato de um milionário que teria emergido em Santana. Algumas tomadas incluem cenas aéreas e paisagens do bairro.
Na literatura, a escritora Maria Cecília Teixeira Mendes Torres, em seu livro chamado "Bairro de Santana", publicado no ano de 1970, retratou a história e o desenvolvimento do bairro. Já no setor cinematográfico, Ugo Giorgetti, nascido no bairro, dirigiu, em 2008, o curta-metragem "Santana em Santana". No filme Não por Acaso, do diretor Philippe Barcinski, o personagem Ênio, interpretado por Leonardo Medeiros, procura um imóvel de dois dormitórios no Alto de Santana.